# Aristide Briand
Aristide Briand (født 28. marts 1862 i Nantes, død 7. marts 1932) var Frankrigs premierminister flere gange i årene fra 1909 til 1929 og delte Nobels fredspris med Gustav Stresemann i 1926.

## Karriere

### Anarkist og socialist
Briand blev født i et fattigt hjem den 28. marts 1862. Som advokat og journalist allerede et navn, kastede Briand sig 1889 ind i politikken, idet han ved årets valg stillede sig som »radikal-revisionistisk« kandidat på boulangisternes side i Saint-Nazaire. Han nåede ikke frem, men forlod også det slagne og snart opløste parti for som uafhængig socialist at slutte sig til fagforeningsbevægelsens syndikalistiske fløj. Ved retningens kongres i Nantes 1894 talte han for den »direkte aktion« og anbefalede – dog først når alle fredelige midler var udtømte – generalstrejken som middel i kampen mod »kapitalen«. Han blev generalsekretær for de franske socialisters centralstyre og trådte i nær forbindelse med Millerand, hvis gradvise overgang til en moderat socialreformatorisk konservativisme blev forbilledlig for Briands egen politiske udviklingsgang. Skønt Briand forsvarede sin ven, da denne under partifællernes protest havde modtaget en portefølje i Waldeck-Rousseaus »store« samlingsministerium 1899, vedblev han at være socialistisk valgkandidat, og 1902 kom han endelig ind i deputeretkammeret som repræsentant for Saint-Etienne (Dept Loire). I den om Ministeriet Combes i juni samme år sammensluttede blok af kammerets borgerlig-radikale og moderat-socialistiske grupper indtog Briand snart i kraft af sin altid slagfærdige og betagende veltalenhed, sin klogskab og hensynsfuldhed en forgrundsstilling. Denne befæstedes, da det blev ham i egenskab af »rapportør« overdraget at forberede og motivere den længe omstridte, socialt dybt gribende reform, der søgtes gennemført ved loven af 9. december 1905 om kirkens adskillelse fra staten og loven af 16. marts 1906 om de ny kirkeloves gennemførelse. Disse love var i det væsentlige Briands værk, og forsvaret for de principper, på hvilke de var byggede, indbragte ham en smuk række parlamentariske sejre. Disse gjorde ham i fremtrædende grad »ministrabel«, og da Sarrien den 14. marts 1906 dannede sit ministerium, var Briand så at sige selvskrevet – også for at kunne føre sine egne kirkelove ud i livet – til at overtage stillingen som dettes undervisnings- og kultusminister. Skønt Briand ingenlunde var nogen ven af den gamle radikaler Clemenceau, lod han sig dog bevæge til at bibeholde sin portefølje i dennes nærmest efterfølgende regering (25. oktober 1906-20. juli 1909). Imidlertid var Briand trådt i et stedse skarpere markeret modsætningsforhold til de revolutionære socialister. At disse skældte ham ud for »renegat« og »forræder« bidrog kun til at give ham et så meget kraftigere rygstød hos de moderate og konservative partier. Briand offentliggjorde i disse år blandt andet sin berømte Rapport à la Chambre sur la Séparation des Églises et de l’État (1905) og en række kammertaler 1904-07 om La Séparation (1908).

### Højredrejningen
Briand var som statsmand tilstrækkelig overlegen til ikke at lade sig binde af politiske doktriner eller formler; han var også for behændig, for praktisk, for meget opportunist til ikke at kunne skifte standpunkt. Denne hans »overgang« til højre trådte klarere frem, navnlig efter at han den 4. januar 1908 havde ombyttet undervisningsministeriet med justitsministeriet. Under de sociale kampe i de følgende år veg han ikke tilbage for strengt at undertrykke ethvert tilløb til anarkistiske revolter uden hensyn til, om han derved kom til at støde tidligere tilhængere for hovedet. Det endte da også med, at han den 1. november 1909 af det socialistiske nationalråd blev formelig udstødt af partiet. Han var dengang ministerpræsident, idet han sad som sådan 24. juli 1909-30. oktober 1910 og på ny i et rekonstrueret ministerium 3. november 1910-27. februar 1911. Resten af dette år var Briand uden for, men da hans ven Raymond Poincaré med samtlige moderate og højregruppers tilslutning den 14. januar 1912 dannede sin nationale koncentrationsregering, tog han Briand med som en særlig vel anskrevet justitsminister, og da Poincaré i januar 1913 valgtes til republikkens præsident, var det hans første regeringshandling den 21. januar at udnævne et rekonstrueret ministerium med Briand som chef og indenrigsminister. Briands 3. kabinet skulle dog ikke blive af lang varighed. Det faldt allerede den 18. marts på en votering i senatet. Denne gang vendte Briand ikke tilbage, før Viviani i august 1914 dannede sit store samlingsministerium med landets forsvar under 1. verdenskrig som eneste programpost. Også i dette var Briand justitsminister.

### Konsejlspræsident og udenrigsminister
Briand var konsejlspræsident og udenrigsminister fra oktober 1915—marts 1917, januar 1921-januar 1922, november 1925-marts 1926, udenrigsminister alene april—november 1925 og fra 1926. Han var præsident for den franske delegation ved Folkeforbundet, i det hele hovedmanden fra fransk side i mellemkrigstidens europæiske storpolitik.  I 1920'erne, da han var udenrigsminister, forsøgte han at få Frankrig til at tilnærme sig Tyskland. Hans forsoningsvilje manifesterede sig blandt andet i Locarno-traktaten 1925 (for hvilken han, sammen med Tysklands udenrigsminister Gustav Stresemann, modtog Nobels fredspris i 1926). Endvidere fik han sammen med den amerikanske udenrigsminister Frank Kellogg gennemført en international ikke-angrebspagt 1928, Briand-Kellogg-pagten. Briand var tillige aktiv i Folkeforbundet og fremlagde i 1930 en plan for Paneuropa, Europas Forenede Stater.